# كفر علوان (القليوبية)
كفر علوان إحدى قرى مركز طوخ التابع لمحافظة القليوبية بجمهورية مصر العربية.

## السكان
بلغ عدد سكان كفر علوان 3,574 نسمة، حسب الإحصاء الرسمي لعام 2006.